# 최명익
최명익(崔明翊, 1902년 ~ 1972년)은 북한의 작가다.
해방 전 평양을 무대로 활동했으며 이효석, 유향림 등과 문학단체 단층을 조직해 활동하다가 1936년 단편소설 〈비오는 길〉로 등단했다. 또한 김동리 등 순수문학 문인들과 부대끼면서 단편소설 〈무성격자〉, 〈봄과 신작로〉, 소설집 《장삼이사》 등을 발표했다. 6.25 전쟁 이전에는 주로 시대상황을 반영한 작품을 썼고, 전후 역사소설로 관심을 돌렸다.
해방 뒤 북한에서 문예총 중앙위원으로 활동, 북한 국어교과서 〈우리말〉 편찬에 참여하고 북한의 개혁정책 찬양, 서민들의 생활 등을 다룬 작품을 썼다. 노경에는 소설 창작을 접고 농촌에 내려가 〈글에 대한 생각〉 등 신인작가 양성을 위한 글을 썼다.